# Galaxias zebratus
Galaxias zebratus е вид лъчеперка от семейство Galaxiidae.

## Разпространение
Видът е разпространен в Южна Африка (Западен Кейп).